# Zilove, Turiisk
Zilove (în ucraineană Зілове) este un sat în comuna Mîleanovîci din raionul Turiisk, regiunea Volînia, Ucraina.

## Demografie
Componența lingvistică a localității Zilove
     Ucraineană (100%)
Conform recensământului din 2001, toată populația localității Zilove era vorbitoare de ucraineană (100%).